# Sara Prósperi
Sara Prósperi (Buenos Aires, Argentina; 1906 - Ibídem; 1967) fue una actriz que se hizo muy popular interpretando en la radio el papel de la madre en el programa Los Pérez García. 

## Carrera
Eminente actriz de radio, creadora del programa Los Pérez García en la que encarnaba el papel de  "Doña Clara", intervino también en numerosos elencos estables de teatro argentino, en el que desplegó su gran talento para la interpretación.
En cine debutó en 1934 en Mañana es domingo dirigida por José Agustín Ferreyra, luego actuó en Confesión en 1940 y finalmente en el filme Los Pérez García en 1950. En radio integró el elenco estable de Radio El Mundo, y se recuerda especialmente su participación en el programa Los Pérez García, un radioteatro de gran popularidad que se transmitió entre 1942 y 1967 cuyo tema eran los problemas por los que atravesaba una familia de clase media.

## Filmografía
Actriz
- Los Pérez García (1950) …Doña Clara
- Confesión (1940) …Mujer en juego de cartas
- Mañana es domingo (1934) .... Alicia

## Radio
- 1942: Cosas de familia, junto a Rosa Rosen, por Radio El Mundo.
- 1942/1967: Los Pérez García

## Televisión
- 1964: El Soldado Balá, junto a Carlitos Balá, por Canal 13.